# Solaris Tramino
Solaris Tramino е съчленен, нископодов, петисекционен трамвай, първият, произвеждан от фирмата Solaris Bus & Coach от 2009 г. Производството на трамваи рязко нараства през 2011 г.
Първите трамваи от тази серия се появяват в Познан. През ноември 2013 г. пет нови трамвая са доставени в Йена. По-късно трамваите започват да се експортират и в други европейски градове.
Мотрисите Solaris Tramino са произведени в завода на Solaris Bus & Coach в Шрода Великополска,. където се произвежда рамата, и в предприятието в град Познан, където се извършва сглобяването на мотрисите. При този модел трамваи има възможност да се монтират суперкондензатори за намаляване на потреблението на енергия. Осигурен е мониторинг и диагностика на климатичната, пневматичната и спирачната системи и осветлението, за да се гарантират надеждността на трамвая. Вентилаторите и нагревателите на климатичната инсталация се задействат автоматично.

## Спецификации
Мотрисите, които се експлоатират в град Познан, са 32 m дълги и 2,4 m широки, разполагат с 4 големи врати, имат климатик. Броят на пътниците е 229, от тях 48 седящи. През 2012 година този модел трамваи получи наградата „TOP Design Award“ от изложението „Arena Design“ в град Познан.
Мотрисите, които се експлоатират в град Йена, са 29,3 m дълги и 2,3 m широки. Спецификата на конструкцията им не се различава от тази на модела, който се експлоатира в град Познан. Всички трамваи разполагат с климатик за водача и пътниците. Броят на пътниците е 168, от тях 61 седящи. Талигите са разположени на всяка една от секциите на мотрисата, като по този начин теглото на мотрисата е разпределено равномерно.

## Разпространение
| Държава  | Град       | Количество                                       | Модели                          | Междурелсие |
| -------- | ---------- | ------------------------------------------------ | ------------------------------- | ----------- |
| Полша    | Познан     | 46                                               | S100 – 1 брой и S105p – 45 броя | 1435 mm     |
| Полша    | Олщин      | 0\15 очакват се доставки през 2014 година        |                                 | 1000 mm     |
| Германия | Йена       | 5                                                | S109j                           | 1000 mm     |
| Германия | Брауншвайг | 0\18 очакват се доставки през 2014 – 2015 година |                                 | 1100 mm     |

## Галерия
- Solaris Tramino в град Познан
- Solaris Tramino
- Solaris Tramino в град Познан
- Solaris Tramino салон
- Solaris Tramino кабина